# Peniocereus
Peniocereus ist eine Pflanzengattung in der Familie der Kakteengewächse (Cactaceae). Ihr botanischer Name (lateinisch penio „Faden, Stab“, allgemein etwas Langes, Dünnes) bezieht sich auf die typisch dünnen Sprosse in der Gattung.

## Beschreibung
Peniocereen sind schlanktriebige Sträucher von bis zu 3 m Höhe mit großen, sukkulenten Wurzeln. Sie wachsen aufrecht oder mit kriechenden oder Begleitvegetation erklimmenden Sprossen und verzweigen nur gering. Die nur wenig sukkulenten und manchmal schnell verholzenden, etwa 0,5 bis 2 cm dicken Sprosse sind entweder deutlich kantig, dann meist nur drei- bis fünfkantig, oder mit vielen flachen Rippen fast zylindrisch. Bei einigen Arten sind die Sprosse zuerst kantig und werden dann zylindrisch, bei anderen Arten treten beide Sprossformen getrennt nebeneinander auf. Manchmal haben die Pflanzen leicht abbrechende Zweige, die, wenn abgefallen, bald wurzeln und sie so vegetativ vermehren. Die Areolen der Sprosse tragen fünf bis 15 helle, selten mehr als 4 mm lange Dornen, die häufig eng anliegen und im Alter abgeworfen werden. Die großen, stark sukkulenten Wurzeln, die den größten Teil des Pflanzenvolumens ausmachen, können bei einigen Arten über 50 (bis 62) kg schwer werden. Sie sind Knollen oder Rüben und manchmal gefingert wie bei Dahlien.
Die einzeln aus den Areolen erscheinenden, 7 bis 25 cm langen Blüten öffnen sich nachts und duften meist intensiv. Als zu ihren schmalen Blütenröhren passende Bestäuber werden Nachtfalter vermutet. Von den langen und schmalen, aufrecht gehaltenen Blütenhüllblättern sind die äußeren meist grünlich bis bräunlich rot, die inneren meist weiß bis cremefarben, seltener blassgelb, -rosa oder -grün. Die Staubblätter stehen ringförmig um den Griffel. Nach Bestäubung der Blüten bilden sich längliche, bis etwa 9 × 5 cm große Früchte, die sich bei Reife rot färben. Sie enthalten in einem roten Fruchtfleisch längliche, schwarze Samen.

## Systematik und Verbreitung
Das Verbreitungsgebiet der Gattung erstreckt sich vom Südwesten der Vereinigten Staaten über den Nordwesten bis Süden Mexikos bis nach Mittelamerika.
Alwin Berger stellte Peniocereus 1905 als Untersektion von Cereus (Cereus subsect. Peniocereus) auf. Nathaniel Lord Britton und Joseph Nelson Rose erhoben die Untersektion 1909 in den Rang einer Gattung. Die Typusart der Gattung ist Peniocereus greggii.

### Systematik nach N.Korotkova et al. (2021)
Die Gattung umfasst folgenden Arten:
- Peniocereus greggii (Engelm.) Britton & Rose
  - Peniocereus greggii var. greggii
  - Peniocereus greggii var. transmontanus (Engelm.) Backeb.
- Peniocereus johnstonii Britton & Rose
- Peniocereus lazaro-cardenasii (J.L.Contr., J.Jiménez Ram., Sánchez-Mej. & C.Toledo) D.R.Hunt
- Peniocereus marianus (Gentry) Sánchez-Mej.
- Peniocereus striatus (K.Brandegee) Buxb.
- Peniocereus viperinus (F.A.C.Weber) Kreuz.
- Peniocereus zopilotensis (J.Meyrán) Buxb.

Synonyme der Gattung sind Cereus subsect. Peniocereus A.Berger (1905), Neoevansia W.T.Marshall (1941) und Cullmannia Distefano (1956).
Im Dezember 2021 veröffentlichte Untersuchungsergebnisse über die Abstammungsverhältnissen der Gattungen innerhalb der Untertribus Pachycereinae (Deamia, Lemaireocereus, Cephalocereus, Peniocereus, Nyctocereus, Marshallocereus, Lophocereus, Carnegiea und Pachycereus) bestätigten, dass  die Gattung in dieser Umschreibung monophyletisch ist.

### Systematik nach Anderson/Eggli (2005)
Die Gattung umfasst folgende Arten:
- Peniocereus castellae Sanchez-Mej. ≡ Acanthocereus castellae (Sánchez-Mej.) Lodé
- Peniocereus chiapensis (Bravo) Gómez-Hin. & H.M.Hern.[7] ≡ Acanthocereus chiapensis Bravo
- Peniocereus cuixmalensis Sanchez-Mej ≡ Acanthocereus cuixmalensis (Sánchez-Mej.) Lodé
- Peniocereus fosterianus Cutak ≡ Acanthocereus fosterianus (Cutak) Lodé
- Peniocereus greggii (Engelm.) Britton & Rose
  - Peniocereus greggii var. greggii
  - Peniocereus greggii var. transmontanus (Engelm.) Backeb.
- Peniocereus hirschtianus (K.Schum.) D.R.Hunt ≡ Acanthocereus hirschtianus (K.Schum.) Lodé
- Peniocereus johnstonii Britton & Rose
- Peniocereus lazaro-cardenasii (J.L.Contr. et al.) D.R.Hunt
- Peniocereus macdougallii Cutak ≡ Acanthocereus macdougallii (Cutak) Lodé
- Peniocereus maculatus (Weing.) Cutak ≡ Acanthocereus maculatus Weing. ex Bravo
- Peniocereus marianus (Gentry) Sanchez-Mej.
- Peniocereus oaxacensis (Britton & Rose) D.R.Hunt ≡ Acanthocereus oaxacensis (Britton & Rose) Lodé
- Peniocereus occidentalis Bravo = Acanthocereus hesperius D.R.Hunt
- Peniocereus rosei J.G.Ortega ≡ Acanthocereus rosei (J.G.Ortega) Lodé
- Peniocereus serpentinus (Lag. & Rodr.) N.P.Taylor ≡ Nyctocereus serpentinus (Lag. & Rodr.) Britton & Rose
- Peniocereus striatus (Brandegee) Buxb.
- Peniocereus tepalcatepecanus Sanchez-Mej. ≡ Acanthocereus tepalcatepecanus (Sánchez-Mej.) Lodé
- Peniocereus viperinus (F.A.C.Weber) Buxb.
- Peniocereus zopilotensis (J.Meyrán) Buxb.

Synonyme der Gattung sind Cereus subsect. Peniocereus A.Berger (1905), Cereus subg. Peniocereus (A.Berger) A.Berger (1929), Neoevansia W.T.Marshall (1941) und Cullmannia Distefano (1956).

## Weiterführende Literatur
- Daniel Franco-Estrada, Daniel Sánchez, Teresa Terrazas, Salvador Arias: Phylogenetic analysis of Peniocereus (Cactaceae, Echinocereeae) based on five chloroplast DNA markers. In: Brazilian Journal of Botany. Band 44, 2021, S. 903–916 (doi:10.1007/s40415-021-00774-0).